# Ітака (Вісконсин)
Ітака (англ. Ithaca) — місто (англ. town) в США, в окрузі Ричленд штату Вісконсин. Населення — 633 особи (2020).

## Демографія
Згідно з переписом 2010 року, у місті мешкало 619 осіб у 247 домогосподарствах у складі 194 родин. Було 293 помешкання
Расовий склад населення:
| - 98,5 % — білих - 0,3 % — вихідців з тихоокеанських островів - 0,3 % — корінних американців - 0,2 % — чорних або афроамериканців |

До двох чи більше рас належало 0,3 %. Частка іспаномовних становила 0,5 % від усіх жителів.
За віковим діапазоном населення розподілялося таким чином: 22,6 % — особи молодші 18 років, 59,8 % — особи у віці 18—64 років, 17,6 % — особи у віці 65 років та старші. Медіана віку мешканця становила 45,5 року. На 100 осіб жіночої статі у місті припадало 103,0 чоловіків;  на 100 жінок у віці від 18 років та старших — 101,3 чоловіків також старших 18 років.
Середній дохід на одне домашнє господарство  становив 68 101 долар США (медіана — 62 250), а середній дохід на одну сім'ю — 76 249 доларів (медіана — 70 833). Медіана доходів становила 43 500 доларів для чоловіків та 31 576 доларів для жінок. За межею бідності перебувало 5,2 % осіб, у тому числі 8,3 % дітей у віці до 18 років та 3,4 % осіб у віці 65 років та старших.
Цивільне працевлаштоване населення становило 285 осіб. Основні галузі зайнятості: виробництво — 23,9 %, освіта, охорона здоров'я та соціальна допомога — 21,1 %, будівництво — 10,2 %, роздрібна торгівля — 8,8 %.